# Imperatriz da Praça Nova
Associação Cultural Escola de Samba Imperatriz conhecida como Imperatriz da Praça Nova é uma escola de samba da cidade de Alegrete, no Rio Grande do Sul.

## História
A Imperatriz da Praça Nova foi fundada no dia 2 de abril de 2004, por intermédio de Egisto Nunes Pereira (Didi), tendo no ano seguinte feito o primeiro estatuto da escola. Após ser bicampeã (2010-2011) a escola apresentou em 2012 o enredo, A noite é uma criança – Vamos cirandar!, terminando a disputa na segunda colocação.

## Segmentos

### Casal de Mestre-sala e Porta-bandeira
| Ano  | Nome                      | Ref.  |
| ---- | ------------------------- | ----- |
| 2012 | Sidclei e Gleice Simpatia | [ 2 ] |
| 2017 |                           |       |

### Rainhas de bateria
| Período | Rainha         | Madrinha | Ref.  |
| ------- | -------------- | -------- | ----- |
| 2012    | Viviane Araújo |          | [ 2 ] |
| 2017    |                |          |       |

## Carnavais
| Ano                          | Colocação                    | Grupo                        | Enredo                                  | Carnavalesco                 | Intérprete                   | Ref.              |
| ---------------------------- | ---------------------------- | ---------------------------- | --------------------------------------- | ---------------------------- | ---------------------------- | ----------------- |
| 2007                         | Vice-campeã                  | Único                        |                                         |                              |                              | [ 3 ]             |
| 2008                         |                              | Único                        | Jeitinho brasileiro                     |                              |                              | [ 4 ]             |
| 2010                         | Campeã                       | Único                        |                                         |                              |                              | [ 5 ]             |
| 2011                         | Campeã                       | Único                        |                                         |                              | Leonardo Bessa               | [ 5 ] [ 6 ]       |
| 2012                         | Vice-campeã                  | Único                        | A noite é uma criança – Vamos cirandar! |                              |                              | [ 2 ] [ 7 ] [ 8 ] |
| Em 2013 não ocorreu desfile. | Em 2013 não ocorreu desfile. | Em 2013 não ocorreu desfile. | Em 2013 não ocorreu desfile.            | Em 2013 não ocorreu desfile. | Em 2013 não ocorreu desfile. | [ 9 ]             |
| Sem desfile oficial em 2015. | Sem desfile oficial em 2015. | Sem desfile oficial em 2015. | Sem desfile oficial em 2015.            | Sem desfile oficial em 2015. | Sem desfile oficial em 2015. | [ 10 ]            |

## Títulos
- Campeã de Alegrete: 2010, 2011